# Isabel Reis Ferreira
Isabel Alexandra Reis Gonçalves Ferreira é uma investigadora e socióloga portuguesa, doutorada em Sociologia urbana e investigadora no Centro de Estudos Sociais (CES) da Universidade de Coimbra.
Além de trabalhar como principal investigadora do CES da Universidade de Coimbra, trabalha também como especialista independente com a Agência Executiva para a Investigação (Comissão Europeia) e como cocoordenadora do projeto URBiNAT - Healthy corridors as drivers of social housing neighbourhoods for the cocreation of social, environmental and marketable NBS (Nature Based Solutions), projeto europeu financiado pelo H2020.

## Contribuições e Pesquisas
Autora de um livro de resumos, de vários capítulos de livros, artigos científicos, relatórios e outros tipos de publicações, Isabel Ferreira também foi convidada para comunicações orais e participou a várias apresentações em conferências e a seminários para a organização de eventos científicos.

### Obras

#### Nature for Inclusive and Innovative Urban Regeneration International Conference: Book of Abstracts
O livro de resumos Nature for Inclusive and Innovative Urban Regeneration International Conference: Book of Abstracts é um livro de Atas da Conferência Internacional que teve lugar em Milão em Junho de 2022 e que foi publicado no mesmo ano. Isabel Ferreira contribuiu para a elaboração e redação desse livro de resumos. O livro aborda diversos temas relacionados à importância da natureza nas áreas urbanas para promover a inclusão e a inovação. Alguns dos principais temas abordados no livro incluem a integração da natureza nas cidades, os benefícios da natureza para os habitantes urbanos, as estratégias para tornar as cidades mais inclusivas e inovadoras por meio da natureza, e exemplos de práticas bem-sucedidas de integração da natureza em ambientes urbanos. Com esses exemplos e abordagens sustentáveis, o livro oferece uma explicação valiosa sobre como a natureza pode transformar o ambiente urbano e os resumos apresentados incentivam a consideração da natureza como parte essencial do planeamento urbano. Ao promover a harmonia entre o meio ambiente e as áreas urbanas, o livro destaca a importância de criar cidades mais sustentáveis e agradáveis para todos.

## Carreira Académica

### Trajetória Académica
Foi licenciada, em 2000, em Geografia, com especialização em Estudos Ambientais pela Universidade de Coimbra (Portugal), com especialização em Estudos e Avaliação do Impacto Ambiental pela Universidade de Múrcia (Espanha). Em 2005, foi mestre em Ordenamento do Território e Planeamento Ambiental pela Universidade Nova de Lisboa (Portugal) com a tese “Desenvolvimento sustentável e corredores verdes. Barcelos como cidade ecológica”. Em 2022, foi doutorada em Sociologia, Cidades e Culturas Urbanas com a dissertação “Governação, Cidadania e Participação nas pequenas e médias cidades: um estudo comparativo entre cidades portuguesas e canadianas”, com financiamento da Fundação para a Ciência e Tecnologia, da Fundação Calouste Gulbenkian e do International Council for Canadian Studies.
| Ano       | Ciclo de Ensino            | Curso | Entidade | Ref.                     |
| --------- | -------------------------- | --- | --- | ------------------------ |
| 1996-2000 | Licenciatura               | Geografia, na área da Especialização em Estudos Ambientais | Faculdade de Letras da Universidade de Coimbra, Portugal                                                                                     | [ 3 ] [ 4 ] [ 5 ]        |
| 2000      | Curso/Formação             | Especialização em Estudos e Avaliação do Impacto Ambiental | Departamento de Química Agrícola, Geologia e Ciência do Solo da Universidade de Múrcia, Espanha                                              | [ 4 ] [ 5 ]              |
| 2000-2001 | Curso/Formação             | Ordenamento do Território e Planeamento Ambiental | Faculdade de Ciências e Tecnologia da Universidade Nova de Lisboa, Portugal                                                                  | [ 4 ] [ 5 ]              |
| 2001-2005 | Mestrado                   | Ordenamento do Território e Planeamento Ambiental Com a Tese: “Desenvolvimento sustentável e corredores verdes. Barcelos como cidade ecológica”                                                                            | Faculdade de Ciências e Tecnologia da Universidade Nova de Lisboa, Portugal                                                                  | [ 3 ] [ 4 ] [ 5 ]        |
| 2014      | Curso de Formação Avançada | Coordenação do Curso-piloto internacional em Sustentabilidade Cultural | Centro de Estudos Sociais da Universidade de Coimbra, Portugal, Universidade de Jyväskylä, Finlândia e Universidade de Jagiellonian, Polónia | [ 17 ]                   |
| 2016      | Curso de Formação Avançada | Participante no CES Summer School: Artistic and other Creative Practices as Drivers for Urban Resilience | Centro de Estudos Sociais da Universidade de Coimbra, Portugal                                                                               | [ 17 ]                   |
| 2010-2022 | Doutoramento               | Sociologia - Cidades e Culturas Urbanas Especialização em Sociologia urbana Com a Tese: “Governação, cidadania e participação nas pequenas e médias cidades: um estudo comparativo entre cidades portuguesas e canadianas” | Faculdade de Economia da Universidade de Coimbra, Portugal                                                                                   | [ 3 ] [ 4 ] [ 5 ] [ 16 ] |

### Prémios e Distinções
Foi-lhe atribuída uma menção honrosa pelo Prémio INA 2023, pela sua tese de doutoramento em Sociologia - Cidades e Culturas Urbanas (programa FEUC/CES), intitulada “Governação, Cidadania e Participação nas pequenas e médias cidades: um estudo comparativo entre cidades portuguesas e canadianas”.
O Prémio INA - Melhor Investigação em Administração Pública, visa reconhecer e distinguir estudos anuais de investigação na área da Administração Pública. A Edição 2023, a segunda desta distinção, teve como tema “Sustentabilidade Social, Económica e Ambiental na Administração Pública”, com um especial enfoque nas ações sustentáveis, ferramentas inovadoras, políticas públicas e análise de temas específicos da Agenda 2030 para o Desenvolvimento Sustentável (Objetivos de Desenvolvimento Sustentável - ODS estabelecidos pela Assembleia Geral das Nações Unidas).
| Ano  | Prémio                                                                         | Entidade                                                       | Ref.                |
| ---- | ------------------------------------------------------------------------------ | -------------------------------------------------------------- | ------------------- |
| 2023 | Menção Honrosa do Prémio INA - Melhor Investigação sobre Administração Pública | Prémio INA 2023, Instituto Nacional de Administração, Portugal | [ 5 ] [ 18 ] [ 19 ] |

## Carreira Profissional

### Carreira de Investigação
Como já referido, Isabel Ferreira é investigadora no Centro de Estudos Sociais da Universidade de Coimbra, onde integra a Linha Temática “Culturas Urbanas, Sociabilidade e Participação”. Investigadora principal e cocoordenadora do projeto TRANS-Lighthouses “Para além do verde – Faróis de soluções transformadoras baseadas na natureza para comunidades inclusivas”, projeto europeu financiado pelo Horizon Europe e cocoordenadora do projeto URBiNAT “Healthy corridors as drivers of social housing neighbourhoods for the cocreation of social, environmental and marketable NBS (Nature Based Solutions)”, projeto europeu financiado pelo H2020. Desde 2015 colabora com a Agência Executiva para a Investigação (Comissão Europeia) como especialista independente.
A sua experiência profissional está principalmente ligada ao planeamento local nas áreas ambiental e do ordenamento do território, cultural, educacional e desportiva, tendo exercido funções de técnica superior na Câmara Municipal de Barcelos onde coordenou, colaborou e desenvolveu vários planos e projetos entre 2001 e 2012.
Os seus atuais interesses de investigação centram-se principalmente na governação colaborativa, na participação pública, na co-criação, nas soluções baseadas na natureza, e na regeneração urbana.
| Ano           | Área Profissional - Instituição de acolhimento | Entidade empregadora                                           | Ref.                           |
| ------------- | --- | -------------------------------------------------------------- | ------------------------------ |
| 2009-2010     | Coordenadora do Programa Cidadania e Ordenamento do Território - Gestora de projetos, coordenadora de programa temáticos, workshops e conferências | Instituto de Educação e Cidadania (IEC), Mamarrosa, Portugal   | [ 1 ] [ 3 ] [ 4 ] [ 5 ] [ 21 ] |
| 2001-2012     | Técnica Superior de Planeamento Urbano e Cultural                                                                                                  | Câmara Municipal de Barcelos, Portugal                         | [ 1 ] [ 3 ] [ 4 ] [ 5 ] [ 21 ] |
| 2012-Presente | Investigadora e Cocoordenadora científica do projeto europeu URBiNAT do H2020                                                                      | Centro de Estudos Sociais da Universidade de Coimbra, Portugal | [ 1 ] [ 3 ] [ 4 ] [ 5 ] [ 21 ] |
| 2015-Presente | Especialista independente em avaliação de candidaturas a financiamentos públicos                                                                   | Agência Executiva para a Investigação, Comissão Europeia       | [ 1 ] [ 3 ] [ 4 ] [ 5 ] [ 21 ] |

### Projetos de Investigação
| Ano       | Nome do Projeto | Entidade financiadora do Projeto | Ref.         |
| --------- | --- | -------------------------------- | ------------ |
| 2016-2018 | “EMPATIA”, coordenado por Giovanni Allegretti                                                                                           | Comissão Europea - H2020         | [ 20 ]       |
| 2018-2023 | “URBINAT - Healthy corridors as drivers of social housing neighbourhoods for the cocreation of social,environmental and marketable NBS” | Comissão Europeia                | [ 5 ] [ 20 ] |

## Carreira Artística

### Projetos Artísticos
Como membro do InterDict - Grupo de Expressão Dramática da Faculdade de Psicologia da Universidade de Coimbra, Isabel Ferreira participou em duas peças de teatro e numa oficina de poesia/leitura cénica.
| Ano  | Projeto Artístico | Entidade                                           | Ref.  |
| ---- | --- | -------------------------------------------------- | ----- |
| 2009 | Oficina de Poesia/Leitura encenada Bomba - A palavra que detona de Valter Hugo Mãe                                                               | Faculdade de Psicologia da Universidade de Coimbra | [ 5 ] |
| 2013 | Peça de Teatro do Oprimido no IV Colóquio Internacional de Doutorandos/as do CES “Coimbra C: Dialogar com os Tempos e os Lugares do(s) Mundo(s)” | Faculdade de Psicologia da Universidade de Coimbra | [ 5 ] |
| 2014 | Peça de Teatro na Semana Cultural da Universidade de Coimbra                                                                                     | Faculdade de Psicologia da Universidade de Coimbra | [ 5 ] |